# James Taylor (musikalbum)
James Taylor, amerikanske James Taylors första soloalbum, utgivet i 6 december 1968 på skivbolaget Apple Records och det är producerat av Peter Asher.
Taylor var den första icke-Beatles-medlem som gavs ut på skivbolaget. Det var också Taylors enda album för Apple Records.
Mest kända låtar på albumet är "Something in the Way She Moves", "Rainy Day Man" och "Carolina in My Mind". På den sistnämnda medverkar både George Harrison (sång) och Paul McCartney (bas, gitarr och sång).
Första textraden i låten Something in the Way She Moves gav inspiration George Harrisons låt Something, som börjar med just denna textrad.

## Låtlista
1. Don't Talk Now – 2:36
2. Something's Wrong – 3:08
3. Knocking 'Round the Zoo – 3:25
4. Sunshine Sunshine – 2:49
5. Taking It In – 3:05
6. Something in the Way She Moves – 3:01
7. Carolina in My Mind – 3:37
8. Brighten Your Night With My Day – 2:27
9. Night Owl – 4:15
10. Rainy Day Man (James Taylor/Zachary Wiesner) – 3:00
11. Circle Around the Sun (traditional) – 3:24
12. Blues Is Just a Bad Dream – 3:43

Förutom där annat anges är samtliga låtar skrivna av James Taylor.